# Російсько-Вірменський державний слов'янський університет
Російсько-Вірменський державний слов'янський університет (вірм. Հայ-Ռուսական (Սլավոնական) Համալսարան) — державний освітній заклад вищої професійної освіти.

## Ректор
Ректором є Дарбінян Армен Разміковіч — екс прем'єр-міністр Вірменії, член-кореспондент Національної Академії Наук Вірменії, доктор економічних наук, професор, академік Російської Академії природничих наук, дійсний член Міжнародної академії інформатизації.

## Факультети
- Журналістики
- Іноземних мов і регіонознавства
- Медико-біологічний
- Політології
- Прикладної математики та інформатики
- Психології
- Туризму та реклами
- Фізико-технічний
- Філології
- Економічний
- Юридичний

## Спеціальності
- Прикладна математика та інформатика (бакалавр)
- Біоінженерія і біоінформатика (дипломований спеціаліст)
- Міжнародні відносини (бакалавр)
- Політологія (бакалавр)
- Юриспруденція (бакалавр)
- Журналістика (бакалавр)
- Філологія (бакалавр)
- Психологія (бакалавр)
- Теорія та методика викладання іноземних мов і культур (дипломований спеціаліст)
- Регіонознавства (бакалавр)
- Соціально-культурний сервіс і туризм (дипломований спеціаліст)
- Реклама (дипломований спеціаліст)
- Економіка (бакалавр)
- Менеджмент (бакалавр)
- Електроніка та мікроелектроніка (бакалавр)
- Телекомунікації (бакалавр)
- Медична біохімія (дипломований спеціаліст)
- Філософія (бакалавр)
- Фармація (дипломований спеціаліст)
- Проектування і технологія електронних засобів (бакалавр) — знаходиться в стадії ліцензування

## Міжнародні зв'язки
РВУ надає великого значення спільній роботі з провідними зарубіжними вузами та іншими організаціями. У 2002–2006 рр.. університет підписав договори про співпрацю з провідними ВНЗ і організаціями РФ: МДУ, МДІМВ, Міжнародним університетом Відня, РУДН, Дипакадемії МЗС РФ, МГТУ ім. Баумана, МТУЗІ, Державним інститутом російської мови ім. А. С. Пушкіна, Санкт-Петербурзьким «Фондом культури та освіти», Академією народного господарства при уряді РФ, Російським інститутом стратегічних досліджень та багатьма іншими.
Постійно здійснюються стажування студентів і аспірантів, спільні програми та конференції, запрошуються фахівці з курсами лекцій. У числі іншого, РВУ підписав договір з Електронною міжнародної бізнес-школою Ірландії про організацію на базі РВУ сертифікованих дистанційних курсів. Досягнуто домовленість з Міжнародним університетом Відня про створення на базі РВУ Міжнародного університету «Єреван», який, у свою чергу, буде забезпечувати навчання за програмами MBA, також у його складі будуть діяти Дипломатична та Мовна школи. Кафедра економіки та фінансів РВУ спільно з Економічним факультетом МДУ, АНХ при Уряді РФ, ГУ-ВШЕ і Фінансової Академією при Уряді РФ планує розробку та впровадження на базі РВУ короткострокових і довгострокових спільних освітніх програм, в тому числі із застосуванням дистанційних форм навчання.
Здійснюється обмін студентами з МДІМВ. Ведеться активна співпраця юридичних факультетів МДУ і РВУ. З ГУ-ВШЕ досягнута домовленість про періодичні стажуваннях аспірантів економічного факультету. Спільно з АНХ при Уряді РФ з нового навчального року вводяться освітні програми «Фінанси і банки», «Оцінка нерухомості» і «Стратегічне управління». З Фінансової Академією досягнута домовленість про залучення в РВУ спільних магістерських програм «Бухгалтерський облік, аналіз і аудит» та «Фінансовий менеджмент». РВУ також має домовленості про спільну діяльність з дистанційної освіти з Російською Академією державної служби при Президенті РФ, Інститутом Дистанційного освіти при Російському Університеті Дружби Народів.